# Biggles a Himálaja
Biggles a Himálaja (v originále Biggles Hits the Trail) je dobrodružná kniha angl. autora W. E. Johnse vydaná v roce 1935, když předtím vycházela nejprve na pokračování v časopise The Modern Boy. Dějově se jedná o čtvrtou knihu z meziválečného období, celkově o 8. vydanou knihu. V Česku byla vydána v roce 1940 nakladatelstvím Toužimský & Moravec. Z anglického originálu ji přeložil J. J. Svoboda a ilustroval Jiří Wowk. Podruhé vyšla v roce 1993 v nakladatelství Riopress.
V knize se mísí dobrodružné prvky s prvky sci-fi.

## Děj
Biggles, Algy a Ginger dostali zprávu, že Bigglesův strýc Dick je nemocen a jeho dům je obléhán podivnými neviditelnými postavami. Když se k němu dostanou, Dick jim poví o podivných událostech, které zažil se svým přítelem v Tibetu a po cestě zpět. Po návratu se i kolem jeho domu objevovaly podivné úkazy a modré světlo. Společně se vydají letecky do Tibetu k Horám světla, aby celé té záhadě přišli na kloub. Tam se setkávají s podivným zářením a elektricky ovládanými housenkami a najdou starého muže volajícího o pomoc, kterého zachrání před neviditelnými postavami. Ten muž se jmenoval Angus McAllister a pověděl jim spoustu informací o této oblasti: lidé, kteří je pronásledují, jsou Chungové, kteří za pomocí radia vymysleli úplně neznámé paprskové zbraně, které způsobují vysazování různých mechanismů, používají obranná zařízení ve formě lidožravých stonožek, které sami vyvinuli a že tyto stonožky se mohou pohybovat pouze při funkci elektrického proudu, jinak se vůbec nehýbají. Náčelník Chungů se jmenuje Ho Ling Feng, který nechal Anguse jako jediného z posádky lodi naživu, protože se vyznal v mechanice a nařídili mu proto vyrábět a udržovat stroje, kterými chtěl ovládnout svět. Angus však uprchl a měl s sebou i tekutinu, která způsobovala neúčinnost paprsků. Díky tomu se přátelům podařilo později odstartovat s letadlem. Po dalších peripetiích, kdy mimo jiné zajmou syna náčelníka Ho Ling Fenga jménem Sing Hi, se jim podaří zničit elektrárnu, která zásobuje celou lokalitu proudem a na poslední chvíli všichni uprchnou. S sebou mají i vzorek místního radia, které poté různě využili.

## Postavy
- James "Biggles" Bigglesworth
- Algernon "Algy" Montgomery Lacey
- Ginger Hebblethwaite
- Richard "Dick" Bigglesworth (Dickpa)
- Roger "Malty" Maltenham
- Angus "Mac" McAllister
- Ho Ling Feng
- Sing Hi

## Lokace v této knize
- Chittagong
- Brendenhall

### Letadla
- Gannet